# نیروی ویژه سیار
نیروی ویژه سیار (به انگلیسی: Special Mobile Force) یک واحد شبه‌نظامی است که عملکرد اصلی آن برای اطمینان از امنیت داخلی و خارجی کشور موریس است. از آن‌جا که موریس، هیچ نوع ارتش اختصاصی ندارد، نیروی ویژه سیار بخشی از نیروی پلیس موریس را تشکیل می‌دهد و اعضای تشکیل دهنده آن به‌صورت طولانی مدت در حال جابجایی با اعضای نیروی پلیس هستند. 